# Wiñaypacha
Wiñaypacha (Aymara: „Ewigkeit“) ist ein peruanischer, auf Aymara gedrehter Spielfilm von Óscar Quispe Catacora aus dem Jahre 2018. Er handelt von einem alten Ehepaar in den Anden, das auf die Rückkehr seines fortgezogenen einzigen Sohns wartet.

## Produktion
Wiñaypacha war der erste abendfüllende Spielfilm des Regisseurs Óscar Quispe Catacora (1987–2021). 2013 bewarb sich Catacora mit seinem Filmprojekt Wiñaypacha beim Nationalen Kinematographie-Wettbewerb des peruanischen Kulturministeriums und erhielt als Gewinner einen Zuschuss von 400.000 Soles für seine Realisierung.
Der Film wurde in den Höhenlagen des Gebirgsmassivs Allincapac im Distrikt Macusani in der Provinz Carabaya in der Region Puno auf etwa 5000 Metern Meereshöhe gedreht, wofür fünf Wochen benötigt wurden. Die beiden Protagonisten Rosa Nina und Vicente Catacora waren zwei etwa 80-jährige Aymara aus der Region, die nie ein Kino oder einen Film gesehen hatten. Das Filmteam musste Aymara können, um mit ihnen zu kommunizieren. Der Film war laut El País der erste peruanische Spielfilm, der in Gänze auf Aymara gedreht wurde.
Für den Regisseur drückt sich im Film viel von seiner Erfahrung aus. Er lebte selbst mit seinen Großeltern, sah nicht seine Eltern und Geschwister, auch seine Onkel und Tanten nicht, die in Lima lebten und die er nur selten bei Besuchen sah, und erlebte viel Nostalgie. Dieses Verlassensein erleben nach seiner Aussage viele Menschen in den Anden, da die jungen Menschen die Gegend verlassen.

## Handlung
Wiñaypacha erzählt die Geschichte eines alten Ehepaars in den Anden, das sehnsüchtig auf die Rückkehr seines fortgezogenen einzigen Sohns wartet, und sei es nur auf einen Besuch, und dabei trotz aller Traurigkeit die Hoffnung nicht verliert.

## Rezeption
Der 88-minütige Film wurde beim Filmfestival in Lima 2018 uraufgeführt. In der dritten Aufführungswoche erreichte der Film eine Besucherzahl von 20.000, und dies, obwohl er gegen die Konkurrenz von Avengers: Infinity War bestehen musste.
Wiñaypacha wurde von Peru als Kandidat für den Oscar in Hollywood für den besten fremdsprachlichen Film vorgeschlagen, kam aber nicht zum Zuge. Auch für den 33. Goya-Filmpreis in Spanien kandidierte er erfolglos. Wiñaypacha gewann dagegen den Preis für den besten peruanischen Spielfilm 2018 von der Asociación Peruana de Prensa Cinematográfica (APRECI). Beim Festival Internacional de Cine en Guadalajara gewann der Film den Preis für das beste Erstlingswerk und die beste Kameraführung.
Laut Ernesto Carlín in El Peruano ist es bisher in Peru fast unmöglich gewesen, mit einem Film in einer indigenen Sprache oder überhaupt einer anderen Sprache als Spanisch in die kommerziellen Kinos zu kommen, und dieses Tabu wurde nach seinen Worten mit Wiñaypacha und dem fast gleichzeitig herausgekommenen, auf Chanka-Quechua gefilmten Retablo gebrochen, denn beide Filme hatten auch kommerziellen Erfolg.